# Jihad Azour
Jihad Azour, (arabe : جهاد أزعور), né le 4 mai 1966 à Byblos, est un économiste et homme politique libanais.
Après un doctorat en économie, il travaille dans le secteur privé. Il est ministre des Finances du Liban pendant 3 ans entre 2005 et 2008. Son mandat est marqué par la guerre avec Israël puis le conflit libanais de 2008.
Depuis 2016, il est directeur du département Moyen-Orient du Fonds Monétaire International (FMI).
Il devient l'un des principaux candidats à l'élection présidentielle libanaise de 2022-2025.

## Biographie
Il est diplômé de l'Institut d'études politiques de Paris.
Après un master en économétrie à l'université Paris Dauphine, il effectue ensuite une thèse de Doctorat à l'Institute d'études politiques de Paris.
Jihad Azour a été nommé, à 39 ans, ministre des Finances de la République libanaise, entre 2005 et 2008, où il a mis en place un vaste chantier de réformes économiques et financières qui ont permis au Liban de retrouver une forte croissance. Durant son mandat de ministre des Finances, Azour a assuré la coordination de la préparation et la mise en œuvre de la Conférence internationale pour le Liban – Paris III, une conférence de donateurs qui a réuni plus de 45 pays et les principales institutions financières internationales et a mobilisé 7,6 milliards de dollars US.
Il a aussi mené un programme de modernisation des différents secteurs et départements du ministère des finances (douanes, budget, trésor, taxes, registre foncier et cadastre, etc.). Ce programme de reformes a été récompensé par les Nations unies, en 2007, par le prestigieux prix des pour l’excellence dans la fonction publique. Il a conduit la modernisation des marchés financiers au Liban et la gestion de la dette publique au Liban, ainsi que les systèmes de paiement du gouvernement.
Il a présidé, entre 2006–2008, le G8-BMENA Group, qui regroupe les ministres des finances et les gouverneurs des banques centrales des pays du G8 et la région MENA, ainsi que les dirigeants des institutions financières internationales et régionales.
En 2009, Jihad Azour a rejoint le cabinet de conseil international Booz & Company - en tant que Vice-président, Conseiller Executive Senior. Il conseille les gouvernements, banques centrales, internationales, banques et institutions financières.
Plus tard, en 2011, il fonde Inventis Partners. En 2016, Christine Lagarde le nomme en tant que directeur du département du Moyen-Orient et de l'Asie centrale au Fonds monétaire international, il prend ses fonctions le 1er mars 2017.

## Vie privée
Avant de devenir ministre des Finances, Jihad Azour a été un membre actif de la Fassad, la section libanaise de Transparency International, à partir de 2003. Il est également le membre fondateur de la section libanaise des Young Arab Leaders. Chrétien maronite et citoyen français, Jihad Azour est marié à Rola Rizk et a deux fils, Jad et Karim Azour. Il est le neveu de feu le député et ancien ministre Jean Obeid.